# Kaveggia-Syndrom
Das Kaveggia-Syndrom oder Neuhäuser-Kaveggia-Syndrom ist eine sehr seltene, nicht sicher eigenständige angeborene Erkrankung mit den Hauptmerkmalen schwerster geistiger Behinderung, Spastik und Athetose, Minderwuchs und Gesichtsdysmorphie.
Synonyme sind: BD-Syndrom
Die Namensbezeichnung bezieht sich auf die Autoren der Erstbeschreibung aus dem Jahre 1975 durch den Neuropädiater Gerhard Neuhäuser, die US-amerikanische Pädiaterin  Elisabeth G. Kaveggia und den Pädiater und Humangenetiker John Marius Opitz.
Das Syndrom ist nicht zu verwechseln mit dem Neuhäuser-Syndrom (Megalokornea-Intelligenzminderung-Syndrom) oder dem FG-Syndrom (Opitz-Kaveggia-Syndrom).

## Verbreitung und Ursache
Häufigkeit und Ursache sind nicht bekannt.

## Klinische Erscheinungen
Klinische Kriterien sind:
- Mikro-,  Brachyzephalie
- Gesichtsdysmorphie mit Hypertelorismus, Hypoplasie des Mittelgesichtes, prominente Stirn, Progenie
- Diastema mediale, Nasenrückenfistel, unvollständige Spaltbildung des Unterkiefers als abortive Form einer medianen Gesichtsspalte
- Ohrmuschelfehlbildung, evtl. mit Anhängseln
- ausgeprägter Kleinwuchs
- spastische Bewegungsstörung, Muskelhypotonie und Athetose
- schwerste geistige Behinderung, evtl. Krampfanfälle
- breite Daumen und Fingerendglieder
- akzessorische Mamillen
- abnorme Dermatoglyphen (Fingerabdrücke)

hinzu kann ein Kolobom kommen.